# Celina Kanunnikava
Celina Kanunnikava (ur. 1988 w Poznaniu) – polsko-białoruska malarka, zamieszkująca w Poznaniu i Mińsku.

## Życiorys
W 2014 ukończyła studia na Wydziale Malarstwa i Rysunku Uniwersytetu Artystycznego w Poznaniu (pracownia Dominika Lejmana). Jej praca dyplomowa nominowana była do 34. edycji Konkursu im. Marii Dokowicz. W 2015 współorganizowała międzynarodową aukcję dobroczynną "Save Lohvinau". W swojej sztuce inspiruje się m.in. architekturą i sytuacją polityczną na Białorusi. Maluje m.in. monumentalną architekturę, znamienną dla reżimów totalitarnych, w tym socrealistyczną. Ukazuje gigantyczne budynki różnego rodzaju urzędów, ministerstw, punktów dowodzenia, więzień, central administracyjnych, archiwów oraz siedzib propagandowych mediów. Na wielu jej obrazach powtarza się motyw nieprzeniknionej czerni. Odwołuje się często do wizerunków fotograficznych lub dokumentacyjnych. Przedstawiane obiekty i sytuacje nie dotyczą jedynie Białorusi, ale wszelkich państw o charakterze totalitarnym. Brała udział w manifestacjach i protestach antyrządowych na Białorusi.

## Nagrody
Nagrodzona została w następujących konkursach:
- "Nowy obraz/Nowe spojrzenie" (UAP Poznań) - nagroda główna (2014)[6],
- Nagroda Prezydenta Miasta Wrocławia  (12. Konkurs im. Eugeniusza Gepperta, 2016),
- Medal Młodej Sztuki, Poznań, 2017[1].
- 11. Triennale Małych Form Malarskich w Toruniu, 2019 – III nagroda[7].